# Siedliska (powiat biłgorajski)
Siedliska – wieś w Polsce położona w województwie lubelskim, w powiecie biłgorajskim, w gminie Józefów.
W latach 1975–1998 miejscowość należała administracyjnie do województwa zamojskiego. Do 1 stycznia 2014 roku miejscowość była integralną częścią wsi Majdan Nepryski.
Wieś jest sołectwem w gminie Józefów.
W XIX wieku siedliska należały do nieistniejącej już gminy Majdan Sopocki. Pod koniec ubiegłego stulecia działała tutaj olejarnia. W latach 80. XX w. Siedliska, podobnie jak wszystkie okoliczne miejscowości przeżywały okres szybkiego rozwoju związanego z działającą w Długim Kącie fabryką pustaków "Prefabet". Funkcjonował tu zakład kamieniarski.
Siedliska leżą ok. 3 km na wschód od siedziby gminy – miasta Józefów. Zabudowa wsi koncentruje się wzdłuż biegnącej równoleżnikowo drogi wojewódzkiej nr 853 łączącej Biłgoraj i Józefów z Tomaszowem Lubelskim, a także na południe od tej trasy. Od strony północnej Siedliska sąsiadują ze wsią Samsonówka, od wschodu z Długim Kątem, a od północnego zachodu z Majdanem Nepryskim.
Wierni Kościoła rzymskokatolickiego należą do parafii Niepokalanego Poczęcia Najświętszej Maryi Panny w Józefowie.